# Vancouver Police Department
Das Vancouver Police Department (VPD) ist der Polizeidienst der kanadischen Stadt Vancouver. 

## Geschichte und Aufgaben
Das VPD ist mit der Aufrechterhaltung von Recht und Ordnung sowie den Kriminalermittlungen in Vancouver betraut. Nach dem British Columbia Police Act sind alle Gemeinde mit mehr als 5.000 Einwohnern verpflichtet, für die Aufrechterhaltung von Recht und Ordnung zu sorgen. Dazu können sie, wie in Vancouver, eine eigene Polizeibehörde einrichten oder die Aufgabe der Royal Canadian Mounted Police (RCMP) übertragen. Ein Großteil der Metropolregion Vancouver gehört zum Zuständigkeitsbereich der RCMP "E" Division.
Kurz nach der Gründung der Stadt Vancouver wurde am 10. Mai 1886 der bisherige Nachtwächter John Stewart zum ersten Polizeichef der Stadt ernannt. Er wurde Chef einer Polizeibehörde, die zu diesem Zeitpunkt nur aus ihm selbst bestand. Die eigentliche Gründung des Vancouver Police Department erfolgte dann am 14. Juni 1886, als die Polizei auf vier Beamte aufgestockt wurde. Der Grund dafür war das große Feuer von Vancouver, das am 13. Juni weite Teile der Stadt zerstört hatte.

## Gliederung

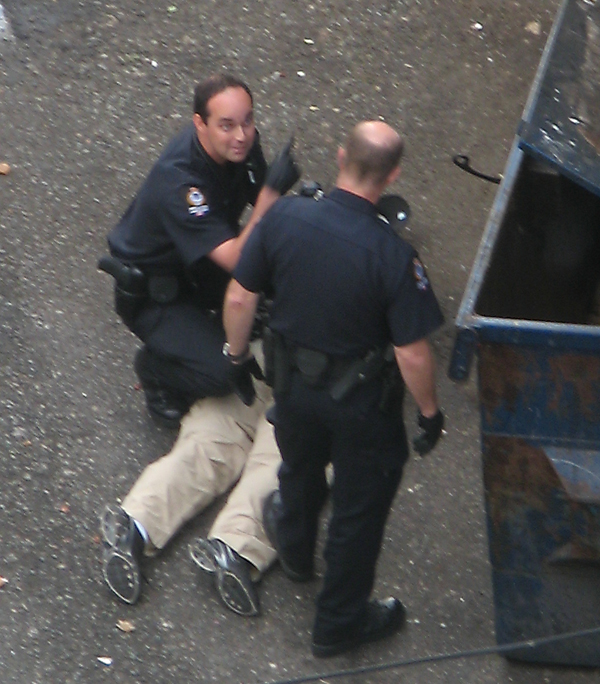
Vancouver Police Officers im Einsatz bei einer Festnahme im Downtown Eastside

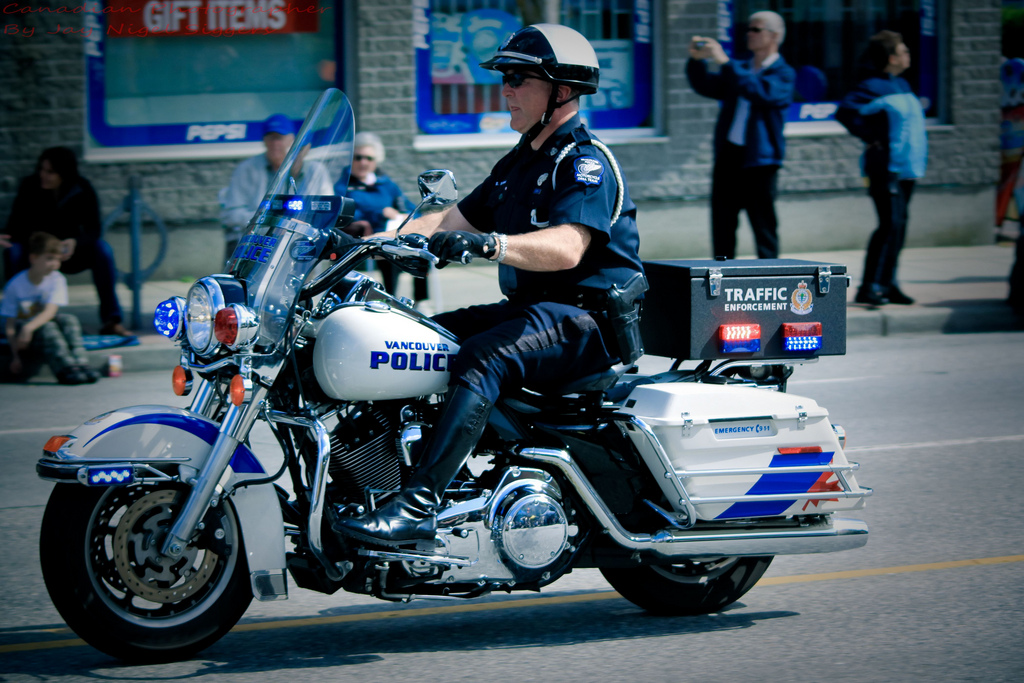
Ein VPD-Officer auf Motorradstreife, 2010

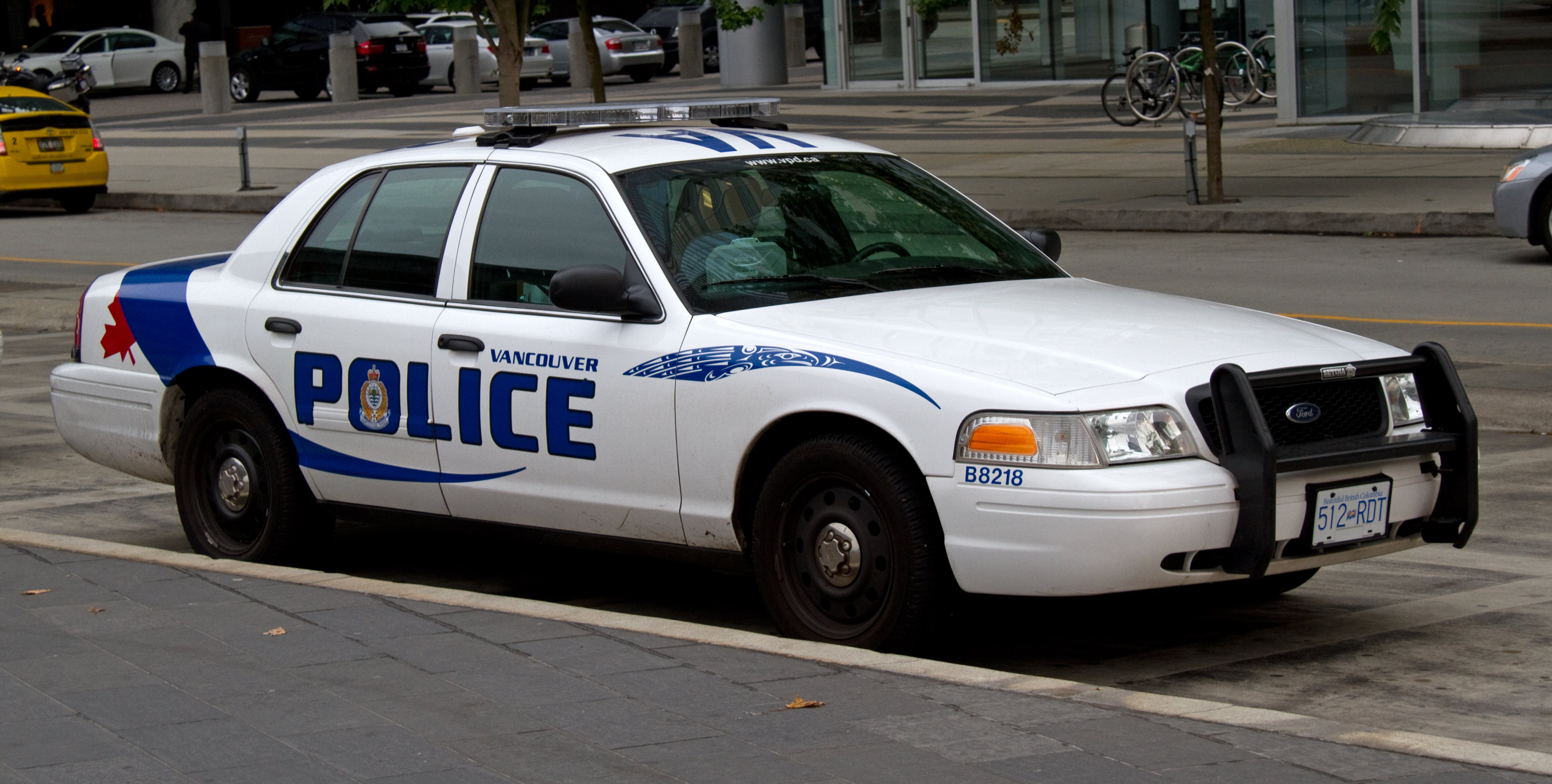
Ein Streifenwagen des VPD

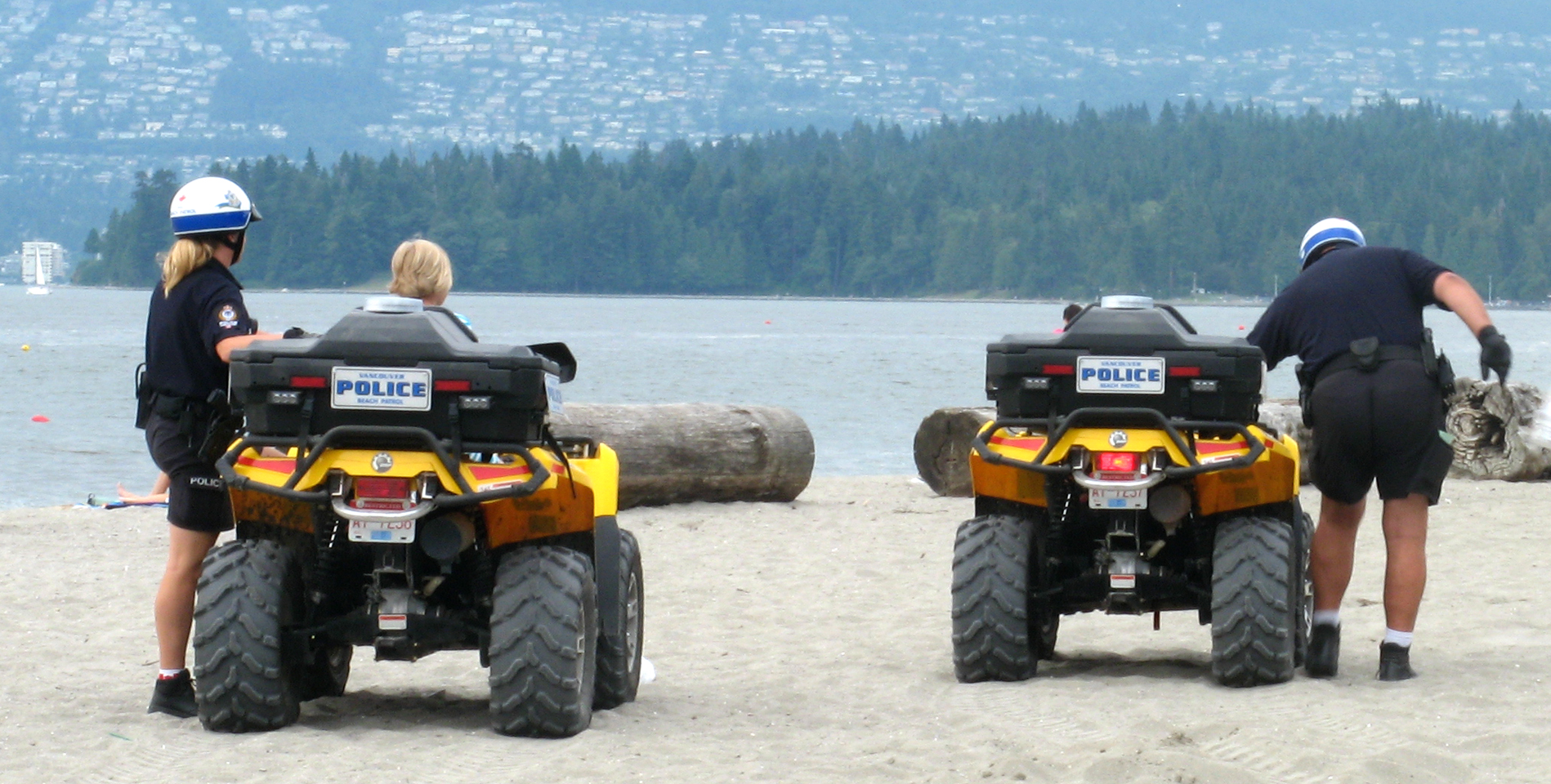
ATV für den Einsatz am Strand

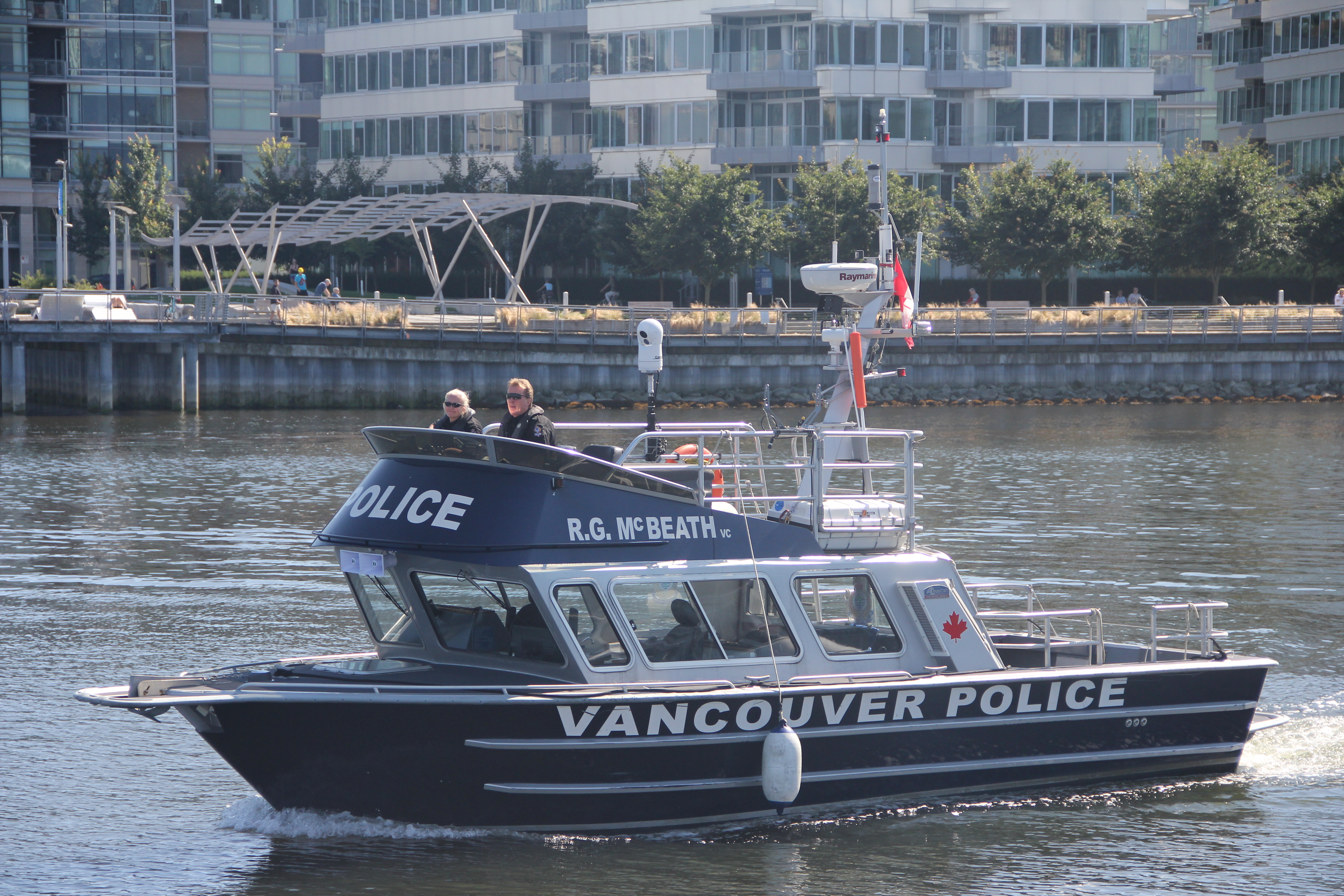
Polizeiboot

Geführt wird das Vancouver Police Department seit 2015 durch Adam Palmer, der Jim Chu nachfolgte. Die Aufsicht über das Vancouver Police Department führt das Vancouver Police Board unter dem Vorsitz von Gregor Robertson (Chair of the Vancouver Police Board), der auch der Bürgermeister der Stadt ist. Laut dem Jahresbericht 2016 hat das Vancouver Police Department eine Stärke von 1.716 Angehörigen (1.327 Polizeibeamte und 389 zivile Mitarbeiter)  und verfügt zur Erfüllung seiner Aufgaben über ein Budget von rund 265 Millionen C $.

### Einheiten
Das Vancouver Police Department gliedert sich wie folgt:
- Operations Division
  - Streifenbereich Nord
    - District 1
    - District 2
    - Traffic

  - Streifenbereich Süd
    - District 3
    - District 4
- Investigation Division
- Executive Service Section
- Planning, Research and Audit Section
- Community and Public Affair Section
- Support Service Section

Zum Vancouver Police Department gehören noch weitere Spezialeinheiten, die einer der verschiedenen Divisionen zugeordnet sind. Zu diesen Einheiten gehören:
- Marine Unit (Wasserschutzstaffel mit zwei Motorbooten)
- Mounted Unit (Reiterstaffel)
- Dog Squad (Hundestaffel)
- Emergency Response Team (Rettungsteam)

### Zuständigkeitsbereiche
Die Stadt ist in zwei Streifenbereiche mit vier Polizeibezirken unterteilt, die jeweils mehrere Stadtteile umfassen. Diese Gliederung gilt jedoch nur für den normalen Streifendienst.
- Bezirk 1 – Downtown, Granville und West End mit zwei Polizeiwachen
- Bezirk 2 – Chinatown, Grandview-Woodland und Hastings-Sunrise mit drei Polizeiwachen
- Bezirk 3 – Collingwood und South Vancouver mit zwei Polizeiwachen
- Bezirk 4 – Kerrisdale, Oakridge und Marpole mit einer Polizeiwache

### Dienstgrade
- Chief of Police / Chief Constable
- Deputy Chief / Deputy Chief Constable
- Superintendent
- Inspector
- Sergeant Major
- Staff Sergeant
- Sergeant / Detective
- Police Constable 1st Class
- Police Constable 2nd Class
- Police Constable 3rd Class
- Police Constable 4th Class

## Fuhrpark
- Eurocopter EC 120 (Helikopter wird mit der RCMP "E" Division betrieben)
- Ford Crown Victoria Police Interceptor (Streifenwagen)
- Lenco Bearcat APC (Neuanschaffungen)
- Cambli International Thunder 1 ARV (taktisches Einsatzfahrzeug für die SWAT, wird seit 2010 eingesetzt)